# Febbre di Lassa
La Febbre di Lassa o Lassa hemorrhagic fever (LHF) è una febbre emorragica acuta causata dal Virus Lassa descritto per la prima volta nel 1969 a Lassa, nella regione del Borno in Nigeria. Il Lassa virus è un membro della famiglia degli Arenavirus.

## Patogenesi
La febbre di Lassa è una febbre emorragica virale trasmessa alle persone attraverso il contatto con alimenti od oggetti contaminati con urina o feci di roditori. L'infezione interumana o la trasmissione in laboratorio possono verificarsi attraverso il contatto diretto con sangue, urine, feci o altre secrezioni corporee di una persona con febbre di Lassa. Sono frequenti le infezioni nosocomiali.
Nella maggior parte dei casi l'infezione è asintomatica; i casi gravi sono quasi sempre fatali per ipovolemia e insufficienza epatica acuta.
Il tasso di mortalità generale è dell'1%, ma può arrivare al 15% nei pazienti ospedalizzati con malattia grave e al 30% nelle donne in gravidanza.
I casi sono più frequenti in Africa nelle zone umide tra dicembre e marzo.
La diagnosi avviene dopo isolamento del virus da sangue, secrezioni faringee o urina.
Non esiste un vaccino per la febbre di Lassa.
La terapia è sintomatica e di supporto.